# Boeing X-37
Boeing X-37, znan tudi kot Orbital Test Vehicle (OTV) je večkrat uporabljivo brezpilotno vesoljsko plovilo. X-37 je zasnovan na podlagi manjšega predhodnika Boeing X-40.
Prvi letni test, spustitev z nosilnega letala, so izvedli 7. aprila 2006. Prvi vesoljski let so izvedli 22. aprila 2010, ko so ga izstrelili z raketo Atlas V
Dva X-37 sta izvedla tri vesoljske lete s skupnim trajanjem 1367 dni v orbiti. 
Leta 2011 je Boeing predložil verzijo X-37C, ki bi bila 165% - 180% večja od X-37B in bi lahko transportirala šest astronavtov. 

## Specifikacije (X-37B)
Podatki iz USAF Air & Space Magazine, and PhysOrg.
Splošne karakteristike
- Posadka: None
- Dolžina: 29 ft 3 in (8,9 m)
- Razpon kril: 14 ft 11 in (4,5 m)
- Višina: 9 ft 6 in (2,9 m)
- Naložena teža: 11000 lb (4990 kg)
- Pogon letala: 1 × Aerojet AR2-3 Raketni motor na hidrazin, 6.600 lbf (29,3 kN)
- Elektrika: GaAs sončne celice in litij-ionska baterija
- Tovorni prostor: 7 ft × 4 ft (2,1 m × 1,2 m)

 Zmogljivost 

- Orbitalna hitrost: 28.044 km/h (17.426 mph)[4]
- Orbita: Nizkozemeljska (NZO)
- Čas v orbiti: 270 dni (načrtovano)[5][N 1]